# La Part du Diable

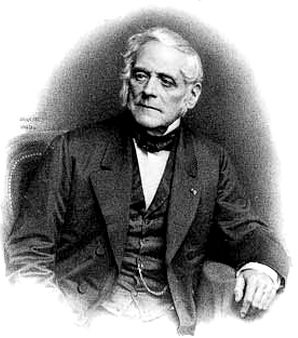
Daniel Auber

La Part du diable (Hälften hvar eller Hin ondes andel) är en opéra comique i tre akter med musik av Daniel Auber och libretto av Eugène Scribe, löst byggd på en händelse i kastratsångaren Farinellis liv. Den hade premiär på Opéra-Comique i Paris den 16 januari 1843. 
Svensk premiär den 18 december 1844 på Gustavianska operahuset i Stockholm med titeln Hälften hvar eller Hin ondes andel. Den spelades 55 föreställningar fram till 1893.

## Personer
| Roller                         | Stämma    | Svensk premiärbesättning 18 december 1844 (Dirigent: Johan Fredrik Berwald) |
| ------------------------------ | --------- | --------------------------------------------------------------------------- |
| Casilda                        | sopran    | Mathilda Gelhaar                                                            |
| Rafaël d'Estuniga              | tenor     | Olof Strandberg                                                             |
| Ferdinand VI av Spanien        | bas       | Rudolf Walin                                                                |
| Gil Vargas                     | tenor     | Lars Kinmansson                                                             |
| Carlo Broschi (Farinelli)      | sopran    | Wilhelmina Fundin                                                           |
| Maria Theresia av Portugal     | kontraalt | Elma Ström                                                                  |
| Greve Medrano                  | bas       | C J Pfeiffer                                                                |
| Fray Antonio (Storinkvisitorn) | bas       | Pehr Adolf Wennbom                                                          |

## Handling
Sångaren Carlo Broschi har gömt sin syster Casilda i ett kloster för att skydda henne från prästerskapet som önskar ge henne till kungen Ferdinand VI. Hon är förälskad i en okänd kavaljer. Carlo träffar kungen, som lider av melankoli. Han lyckas muntra upp honom med en sång (det var i själva verket Ferdinands företrädare Filip V som engagerade Farinelli som musikterapist). Som belöning bjuds han in till hovet, där han träffar på systerns älskade, Raphael d'Estuniga. Raphael är så förtvivlad över sin situation att han är beredd att sälja sin själ, så Carlo introducerar sig som Satan, redo att erbjuda hjälp för hälften av hans rikedomar.  
Casilda ber Carlo om skydd; hon har kidnappats av prästerskapet och förts till kungen, som alldeles nyligen blivit mentalt frisk och tror att hon är ett spöke. Carlo går för att tala med drottningen och lämnar de älskande ensamma. Raphael, som har blivit ämbetsman tack vare Carlos inverkan och dessutom haft osedvanlig tur i hasardspel, är så övermodig vad gäller den övernaturliga hjälpen att han inte bryr sig om varken kungens intåg eller hans hot om avrättning. Carlo försöker släta över saker och ting genom att berätta för kungen att Raphael är hennes manke, men storinkvisitorn avslöjar det hela. Allt ordnar sig först efter att Carlo har avslöjat allting och påminner kungen att drottningen fortfarande inte anar något. Carlo, som hittills inte har tvekat att kräva in sina 50%, säger till sin blivande svåger att denna gång ska hans andel tillfalla Casilda.